# Mongol kánok listája
Ez a lista a Mongol Birodalmat uraló mongol nagykánok listáját tartalmazza. Zöld színnel a kínai császári címet is viselő uralkodók vannak kiemelve.

## Lista
| Uralkodó                                 | Született              | Elhunyt               | Uralkodott  | Rokonság           | Megjegyzés                             |
| ---------------------------------------- | ---------------------- | --------------------- | ----------- | ------------------ | -------------------------------------- |
| Dzsingisz                                | * 1162. április 16.    | † 1227. augusztus 18. | 1206 – 1227 |                    |                                        |
| Toluj                                    | * 1193                 | † 1232                | 1227 – 1229 | Dzsingisz kán fia  | Régens                                 |
| Ögödej                                   | * 1186                 | † 1241. december 11.  | 1229 – 1241 | Dzsingisz kán fia  |                                        |
| Töregene nagykánné                       | * ?                    | † 1246                | 1243 – 1246 | Ögödej kán özvegye | Régens                                 |
| Güjük                                    | * 1206. március 19.    | † 1248. április 20.   | 1246 – 1248 | Ögödej kán fia     |                                        |
| Ogul Gajmis                              | * ?                    | † 1251                | 1248 – 1251 | Güjük kán özvegye  | Régens                                 |
| Möngke                                   | * 1208                 | † 1259. augusztus 11. | 1251 – 1259 | Toluj kán fia      |                                        |
| Arig böke                                | * 1219                 | † 1266                | 1259 – 1260 | Toluj kán fia      |                                        |
| Kubiláj                                  | * 1215. szeptember 23. | † 1294. február 18.   | 1260 – 1294 | Toluj kán fia      | 1279-től hivatalosan is kínai császár. |
| Temür Olzijt                             | * 1265                 | † 1307. február 2.    | 1294 – 1307 |                    |                                        |
| Hajszan Gülük                            | * 1281                 | † 1311. január 27.    | 1308 – 1311 |                    |                                        |
| Ajubarvada mongol kán                    | * 1286                 | † 1320. március 1.    | 1311 – 1320 |                    |                                        |
| Sidebala                                 | * 1303                 | † 1323. szeptember 4. | 1320 – 1323 |                    |                                        |
| Jeszün Temür                             | * 1276                 | † 1328. augusztus 15. | 1323 – 1328 |                    |                                        |
| Bordzsigin Radzsapika                    | * 1320                 | † 1328                | 1328        |                    |                                        |
| Zajat Tuk Temür                          | * 1304                 | † 1332. szeptember 2. | 1328 – 1329 |                    |                                        |
| Kutait Kosila                            | * 1300                 | † 1329. augusztus 30. | 1329        |                    |                                        |
| Zajat Tuk Temür (2x)                     | ld. fent               | ld. fent              | 1329 – 1332 |                    |                                        |
| Bordzsigin Rincsinbal                    | * 1326                 | † 1332. december 5.   | 1332        |                    |                                        |
| Togon Temür                              | * 1320                 | † 1370. május 23.     | 1333 – 1370 |                    | Csak 1368-ig kínai császár.            |
| Utódait lásd az Északi Jüan kánok között |                        |                       |             |                    |                                        |

### Felbomlás
Kubiláj kán után a Mongol Birodalom egysége megszűnt.
Bizonyos területek már a század közepén kiszakadtak a birodalomból:
- Az Arany Horda kánjainak listája (nyugati és keleti rész), utódállamai:
  - Asztraháni kánok listája
  - Krími kánok listája
  - Kaszim kánok listája
  - Kazáni kánok listája
  - Kazah kánok listája
  - Üzbég kánok listája
  - Buharai kánok listája
  - Hivai kánok listája
  - Szibériai kánok listája
- Ilhánok
- Csagatáj kánok listája

## Külső hivatkozások
- Családfa
- http://www.friesian.com/mongol.htm#golden